# 10秒の壁

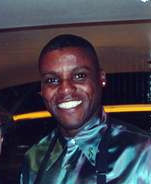
電動計時による平地記録で初めて10秒の壁を破ったカール・ルイス

10秒の壁（じゅうびょうのかべ、英: 10-second barrier）は、陸上競技男子100メートル競走において達成困難と考えられていた9秒台に対する記録の壁である。その壁を越えた記録は偉大な短距離選手の証明と見なされている。一方、トレーニング方法や外部環境要因の改善によって1990年代以降9秒台の自己記録を持った選手が増加し、その意義は以前ほど特別なものとは見なされなくなりつつある。

## 歴史
1960年6月に西ドイツのアルミン・ハリーの手によって10秒0が記録され、これが更新されるまで8年の年月を要した。最初の9秒台は1968年6月20日、ストップウォッチによる手動計時によって記録された。その後、より精密な計測方法の電動計時が採用される過渡期にあった1968年10月14日、アメリカのジム・ハインズがこの10秒の壁を破った。ハインズは、メキシコシティーオリンピック男子100mで優勝し、この時世界新記録を樹立する9秒95で走破した。ハインズの後、1977年8月11日にキューバのシルビオ・レオナルドが9秒98を記録するまで2度目の9秒台が記録されるのにおよそ9年を要した。これら2つの成績はいずれも高地記録（high altitude）として記録された。
1983年5月14日9秒97を記録したカール・ルイスが、平地で9秒台を達成した最初の短距離選手となった。ルイスに続いてカルヴィン・スミスが1983年7月3日に9秒93の世界新記録を樹立。同年8月にも9秒台を記録し、10秒の壁を2度越えた最初の短距離選手になった。その後1980年代に多くの選手が10秒の壁を破った。そして1991年世界陸上競技選手権大会男子100m決勝は、6人の選手が9秒台の自己新記録で走破し、優勝したルイスが9秒86に世界記録を縮めるなど、10秒の壁が破られた後の新しい世界の頂点を象徴するものとなった。2025年3月現在、すべての地域陸連の選手によって、10秒の壁は破られ続けている。最後まで残った南米地域連盟は、1988年7月22日以来、ブラジルのロブソン・ダ・シルバが10秒00の大陸記録を保持していたが、2023年7月28日に3人が10秒の壁を破り、その後更に2人が10秒の壁は破っている。
- 1960年6月21日 西ドイツのアルミン・ハリーが10秒0（手動）の世界新記録を樹立し、10秒0に到達する。
  - この後8年間で9人の選手が10秒0を記録。
- 1968年6月20日 アメリカのジム・ハインズ、チャールズ・エドワード・グリーン、ロニー・レイ・スミスが全米選手権準決勝で9秒9（手動）を記録し、10秒の壁を破る9秒9の世界新記録を樹立。電動計時によるハインズの記録は10秒03。
- 1968年10月14日 アメリカのジム・ハインズがメキシコシティーオリンピック100m決勝で9秒95（電動）を記録、10秒の壁を破る。標高2240mで記録された高地記録。初めてオリンピック男子100m決勝進出者全員が黒色人種となる。
  - 1976年までに8人が9秒9（手動）を記録し、10秒の壁を破る。
  - 1977年1月 IAAFが記録公認の条件を電動計時に限定。
- 1983年5月14日 アメリカのカール・ルイスがカリフォルニア州モデストの競技会で9秒97（電動）を記録、平地ではじめて10秒の壁を破る。
- 2021年8月14日、ケニアのファーディナンド・オムルワがオーストリアの大会にて準決勝で9秒96、決勝で9秒86を記録し長距離王国勢として初めて10秒の壁を破った。

10秒の壁が破られた背景には、選手の努力やトレーニング方法の改良とともに用具や環境の変化が大きな影響を及ぼしたと考えられている。
WAは、指定した競技規則に従い超音波風速風向計により計測された追い風2.0m/秒以下の条件下で、電動計時により計測され[N]、かつドーピングによらない成績だけが公認されるとしている[N]。風速計の不調やルール違反により選手の記録が無効とされることがある[N]。1964年東京オリンピック前後から電子計時、1972年ミュンヘンオリンピックからスリットカメラ、1991年世界陸上競技選手権大会ではスリットビデオがそれぞれ導入され、科学的でより正確な判定が行なわれるようになった。
1991年世界陸上競技選手権大会では50台以上のビデオカメラが使用され、選手のフォーム、スピードの変化、ストライド、が計測された。このような計測結果をもとに科学的な研究が進み、トレーニング方法は改良されてきた。東京大学大学院の深代千之教授が2008年6月24日付毎日新聞で、1991年世界陸上競技選手権を分析した結果、股関節周辺の筋肉の重要性と脚全体をしならせる動きが速く走るために必要な条件であると解説した。男子110mハードルの元日本記録保持者で筑波大学大学院の谷川聡講師は、2008年6月24日付毎日新聞のウサイン・ボルトの世界記録更新の話題の中で精神面が記録に及ぼす影響に指摘し、記録を求めようとすると逆に全力を発揮できない可能性について言及した。

### 全天候トラックの導入

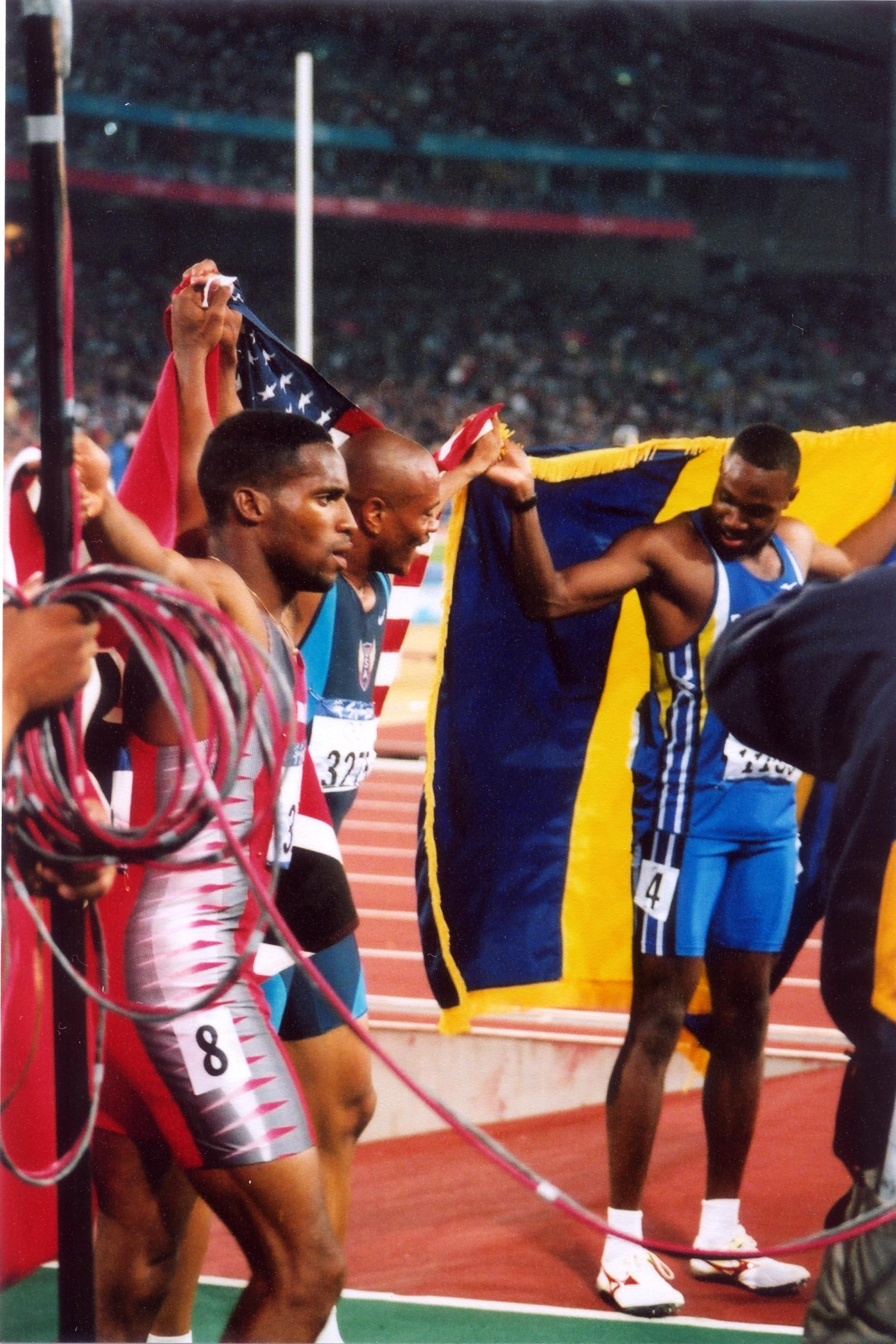
2000年シドニーオリンピックにて
左からアト・ボルドン、モーリス・グリーン、オバデレ・トンプソン

オリンピックでは1936年ベルリンオリンピックごろからすでにアンツーカーを表層材に用いたトラックが採用されており、1964年東京オリンピックまでこれが用いられていた。1968年メキシコシティーオリンピック以降は表層にポリウレタン舗装が施された全天候トラックが採用された。アンツーカーはスパイクで掘れて入力が分散してしまう上に、多量の水分を含むと軟弱化し、安定して記録を生み出せる走路ではなかった。これに比べてウレタン素材は弾力性に富み反発が得られるために選手のストライドを広げることに貢献し、アンツーカーと比較して記録が2%向上したと言われる。1991年世界陸上競技選手権大会の実施会場である国立霞ヶ丘競技場陸上競技場は硬度60度のウレタンが使用され、100m決勝では6人の選手が自己記録を更新して9秒台を記録した。

### シューズの改良
1960年ごろから選手専用のスパイクシューズが開発されはじめ、記録の更新に貢献した。1960年代後半以降の全天候トラックの普及に伴い、スパイクピンの形状変更など路盤に対応する改良が施され、選手に合った素材・形状の追求が進められた。
ルイスは世界陸上競技選手権ローマ大会で市販モデルに一部変更を施した片足190gのシューズを使用し、世界記録タイの9秒93を記録した。この後耐久性と市販化をあきらめた選手専用スパイクとして軽量化にこだわり、115gまで重量を落とした結果、世界陸上競技選手権東京大会で9秒86の世界新記録を樹立している。その他、フランク・フレデリクスはバイオメカニクス理論を追究し軟らかめの素材を用いた140gのシューズを、モーリス・グリーンは反発力と弾力性を重視した196gのシューズを愛用するなど、選手の性質と嗜好に合わせた開発が進められた。

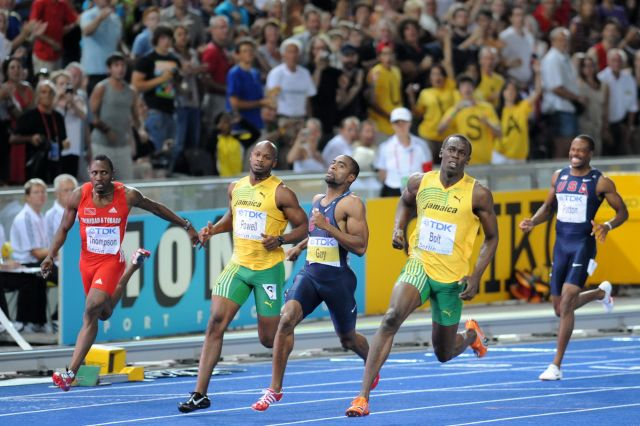
2009年世界陸上競技選手権にて
左からトンプソン、パウエル、ゲイ、ボルト

### 選手のプロ化
1970年前後からスポーツ界のアマチュア規定の議論が進むとともにこれが緩和された。最大の陸上競技大会の1つであるオリンピックの商業化とともに1984年ロサンゼルスオリンピック前から選手のプロ化が容認され、広告収入を得た選手でもオリンピックに出場ができるようになった。それまではボブ・ヘイズやジム・ハインズがプロフットボールに道を求めるなど、100m金メダリストであっても職業として陸上を続けることは不可能だったが、商業化に伴いスポンサーを得ることによって陸上に専念できる環境が整うようになった。

### 人種
9秒台を記録した選手は、白色人種とアボリジニのハーフであるオーストラリアのパトリック・ジョンソンが2003年に達成するまでは、全てアフリカにルーツを持つ黒色人種であった。その後、2010年に白色人種であるフランスのクリストフ・ルメートル、2015年に黄色人種である中国の蘇炳添、同じく2015年にイラン人の母とモロッコ人の父を持つイギリス人のアダム・ジェミリが記録した。日本陸上競技連盟科学委員長を務める筑波大学助教授（当時）の阿江通良は1999年6月23日付読売新聞の解説の中で、「おしりが大きく、ももが太くて短く、ひざから下は細くて長い体形」 と、身体的なエネルギー効率の良さを指摘し黒色人種の優位性を説いた。他方、欧米では非黒色人種の優秀な短距離選手が熾烈な競争を避けて中距離走へと転向していることが、人種的な差異の原因になっていると考える説も存在する。
日本人としては伊東浩司が1998年12月13日のバンコクアジア大会準決勝で10秒00を記録し壁が破られることが期待されたが、以降これが19年間日本記録として維持され、まさに「10秒の壁」は日本にとって高い壁であった。しかし2017年の日本学生陸上競技対校選手権大会で桐生祥秀が9秒98の記録を叩き出し、日本人として初めて「10秒の壁」を破る選手となり、その後2019年になると5月にはサニブラウン・アブデル・ハキーム、7月には小池祐貴、2021年6月には山縣亮太 が9秒台を記録するなど、「10秒の壁」を破る選手が相次いでいる。

## 電動計時による記録
| #    | 記録年月日     | 競技者氏名                       | 記録0 (s)   | 風速 （m/s） | 記録時 年齢 | 国籍                                                 | 大陸       | 個人記録 (記録年) | 備考     |
| ---- | -------------- | -------------------------------- | ----------- | ------------ | ----------- | ---------------------------------------------------- | ---------- | ----------------- | -------- |
| 1    | 1968年10月14日 | ジム・ハインズ                   | 9.95 (A)[N] | +0.3         | 22歳034日   | アメリカ合衆国                                       | 北中米     | 9.95 (1968)       |          |
| 2    | 1977年8月11日  | シルビオ・レオナルド             | 9.98 (A)    | +0.6         | 21歳325日   | キューバ                                             | 北中米     | 9.98 (1977)       |          |
| 3    | 1983年5月14日  | カール・ルイス                   | 9.97        | +1.5         | 21歳317日   | アメリカ合衆国                                       | 北中米     | 9.86 (1991)       |          |
| 4    | 1983年7月3日   | カルヴィン・スミス               | 9.93 (A)    | +1.4         | 22歳176日   | アメリカ合衆国                                       | 北中米     | 9.93 (1983)       |          |
| 5    | 1984年5月5日   | メル・ラッタニー                 | 9.96        | +0.1         | 24歳269日   | アメリカ合衆国                                       | 北中米     | 9.96 (1984)       |          |
| 6[N] | 1988年9月24日  | リンフォード・クリスティ         | 9.97        | +1.1         | 28歳175日   | イギリス                                             | ヨーロッパ | 9.87 (1993)       |          |
| 7    | 1989年5月20日  | レイモンド・スチュワート         | 9.97        | +1.0         | 24歳063日   | ジャマイカ                                           | 北中米     | 9.96 (1991)       |          |
| 8    | 1989年6月16日  | リロイ・バレル                   | 9.94        | +0.8         | 22歳115日   | アメリカ合衆国                                       | 北中米     | 9.85 (1994)       |          |
| 9    | 1991年8月25日  | デニス・ミッチェル               | 9.99        | +1.1         | 25歳186日   | アメリカ合衆国                                       | 北中米     | 9.91 (1991)       |          |
| 10   | 1991年8月25日  | フランク・フレデリクス           | 9.95        | +1.2         | 23歳327日   | ナミビア                                             | アフリカ   | 9.86 (1996)       |          |
| 11   | 1991年9月11日  | アンドレ・ケーソン               | 9.99        | +1.5         | 22歳234日   | アメリカ合衆国                                       | 北中米     | 9.92 (1993)       |          |
| 12   | 1992年4月4日   | オラパデ・アデニケン             | 9.97        | +1.2         | 22歳229日   | ナイジェリア                                         | アフリカ   | 9.95 (1994)       |          |
| 13   | 1992年4月18日  | マイク・マーシュ                 | 9.93        | -0.6         | 24歳258日   | アメリカ合衆国                                       | 北中米     | 9.93 (1992)       |          |
| 14   | 1992年4月18日  | デビッドソン・エジンワ           | 9.96        | -0.6         | 20歳148日   | ナイジェリア                                         | アフリカ   | 9.94 (1994)       |          |
| 15   | 1993年5月21日  | ダニエル・エフィオン             | 9.99        | +1.0         | 20歳338日   | ナイジェリア                                         | アフリカ   | 9.98 (1993)       |          |
| 16   | 1994年7月22日  | ジョン・ドラモンド               | 9.99        | +1.9         | 25歳316日   | アメリカ合衆国                                       | 北中米     | 9.92 (1997)       |          |
| 17   | 1995年4月22日  | ドノバン・ベイリー               | 9.99        | +0.9         | 27歳127日   | カナダ                                               | 北中米     | 9.84 (1996)       |          |
| 18   | 1995年6月15日  | ブルニー・スリン                 | 9.97        | +1.3         | 27歳338日   | カナダ                                               | 北中米     | 9.84 (1999)       |          |
| 19   | 1996年4月21日  | アト・ボルドン                   | 9.93        | +1.3         | 22歳113日   | トリニダード・トバゴ                                 | 北中米     | 9.86 (1998)       |          |
| 20   | 1997年6月12日  | モーリス・グリーン               | 9.96        | +1.5         | 22歳324日   | アメリカ合衆国                                       | 北中米     | 9.79 (1999)       |          |
| 21   | 1997年6月12日  | カリーム・ストリート＝トンプソン | 9.96        | +0.8         | 24歳074日   | アメリカ合衆国                                       | 北中米     | 9.96 (1997)       |          |
| 22   | 1997年6月12日  | ティム・モンゴメリ               | 9.96        | +1.6         | 22歳138日   | アメリカ合衆国                                       | 北中米     | 9.92 (1997)       |          |
| 23   | 1997年6月20日  | パーシバル・スペンサー           | 9.98        | +1.4         | 22歳116日   | ジャマイカ                                           | 北中米     | 9.98 (1997)       |          |
| 24   | 1997年7月13日  | セウン・オグンコヤ               | 9.97        | +1.5         | 19歳197日   | ナイジェリア                                         | アフリカ   | 9.92 (1998)       | [ 23 ]   |
| 25   | 1998年8月9日   | ヴィンセント・ヘンダーソン       | 9.95        | +0.8         | 25歳293日   | アメリカ合衆国                                       | 北中米     | 9.95 (1998)       |          |
| 26   | 1998年9月11日  | オバデレ・トンプソン             | 9.87 (A)    | -0.2         | 22歳165日   | バルバドス                                           | 北中米     | 9.87 (1998)       |          |
| 27   | 1999年6月5日   | レオナード・マイルズ＝ミルズ     | 9.98        | +1.6         | 26歳027日   | ガーナ                                               | アフリカ   | 9.98 (1999)       |          |
| 28   | 1999年6月13日  | ドウェイン・チェンバース         | 9.99        | +1.1         | 21歳069日   | イギリス                                             | ヨーロッパ | 9.97 (1999)       |          |
| 29   | 1999年7月2日   | ジェイソン・ガードナー           | 9.98        | +0.4         | 23歳287日   | イギリス                                             | ヨーロッパ | 9.98 (1999)       |          |
| 30   | 1999年7月5日   | ティム・ハーデン                 | 9.92        | +1.0         | 25歳159日   | アメリカ合衆国                                       | 北中米     | 9.92 (1999)       |          |
| 31   | 2000年6月2日   | コビー・ミラー                   | 9.98        | +0.4         | 23歳227日   | アメリカ合衆国                                       | 北中米     | 9.98 (2000)       |          |
| 32   | 2000年6月2日   | バーナード・ウィリアムズ         | 9.99        | +0.4         | 22歳135日   | アメリカ合衆国                                       | 北中米     | 9.94 (2001)       |          |
| 33   | 2000年7月5日   | フランシス・オビクウェル         | 9.97        | +1.0         | 21歳212日   | ナイジェリア[N]                                      | アフリカ   | 9.86 (2004)       |          |
| 34   | 2002年4月12日  | ショーン・クロフォード           | 9.99        | +0.6         | 24歳088日   | アメリカ合衆国                                       | 北中米     | 9.88 (2004)       |          |
| 35   | 2002年4月21日  | ジョシュア・ジョンソン           | 9.95        | +1.8         | 25歳346日   | アメリカ合衆国                                       | 北中米     | 9.95 (2002)       |          |
| 36   | 2002年5月4日   | ブライアン・ルイス               | 9.99        | +0.5         | 27歳150日   | アメリカ合衆国                                       | 北中米     | 9.99 (2002)       |          |
| 37   | 2002年7月27日  | キム・コリンズ                   | 9.98        | +0.2         | 26歳113日   | セントクリストファー・ネイビス                       | 北中米     | 9.93 (2016)       |          |
| 38   | 2003年5月5日   | パトリック・ジョンソン           | 9.93        | +1.8         | 30歳221日   | オーストラリア                                       | オセアニア | 9.93 (2003)       |          |
| 39   | 2003年7月19日  | デジ・アリウ                     | 9.98        | 0.0          | 27歳239日   | ナイジェリア                                         | アフリカ   | 9.95 (2003)       |          |
| 40   | 2003年8月15日  | ジョン・カペル                   | 9.97        | +1.3         | 24歳261日   | アメリカ合衆国                                       | 北中米     | 9.95 (2004)       |          |
| 41   | 2003年8月15日  | ジャスティン・ガトリン           | 9.97        | +1.3         | 21歳186日   | アメリカ合衆国                                       | 北中米     | 9.74 (2015)       |          |
| 42   | 2003年8月15日  | ミッキー・グリメス               | 9.99        | +1.5         | 26歳309日   | アメリカ合衆国                                       | 北中米     | 9.99 (2003)       |          |
| 43   | 2003年10月12日 | ウチェナ・エメドル               | 9.97        | +0.6         | 27歳025日   | ナイジェリア                                         | アフリカ   | 9.97 (2003)       |          |
| 44   | 2004年6月12日  | アサファ・パウエル               | 9.99        | +1.8         | 21歳202日   | ジャマイカ                                           | 北中米     | 9.72 (2008)       |          |
| 45   | 2005年6月14日  | アジズ・ザカリ                   | 9.99        | +1.6         | 28歳285日   | ガーナ                                               | アフリカ   | 9.99 (2005)       |          |
| 46   | 2005年6月25日  | マルク・バーンズ                 | 9.96        | +1.0         | 22歳169日   | トリニダード・トバゴ                                 | 北中米     | 9.96 (2005)       |          |
| 47   | 2005年6月25日  | ダレル・ブラウン                 | 9.99        | +1.0         | 20歳257日   | トリニダード・トバゴ                                 | 北中米     | 9.99 (2005)       |          |
| 48   | 2005年7月5日   | ロナルド・ポニョン               | 9.99        | +1.8         | 22歳231日   | フランス                                             | ヨーロッパ | 9.99 (2005)       |          |
| 49   | 2005年7月22日  | レオナルド・スコット             | 9.94        | +1.0         | 25歳184日   | アメリカ合衆国                                       | 北中米     | 9.91 (2006)       |          |
| 50   | 2006年5月12日  | オルソジ・ファスバ               | 9.93        | +1.1         | 21歳320日   | ナイジェリア                                         | アフリカ   | 9.85 (2006)       |          |
| 51   | 2006年7月25日  | タイソン・ゲイ                   | 9.97        | +0.2         | 23歳346日   | アメリカ合衆国                                       | 北中米     | 9.69 (2009)       |          |
| 52   | 2006年8月18日  | マーカス・ブランソン             | 9.99        | +1.0         | 28歳116日   | アメリカ合衆国                                       | 北中米     | 9.99 (2006)       |          |
| 53   | 2007年4月28日  | デリック・アトキンス             | 9.98        | +2.0         | 23歳109日   | バハマ                                               | 北中米     | 9.91 (2007)       |          |
| 54   | 2007年6月8日   | ウォルター・ディックス           | 9.93        | 0.0          | 21歳128日   | アメリカ合衆国                                       | 北中米     | 9.88 (2010)       |          |
| 55   | 2007年7月26日  | サミュエル・フランシス           | 9.99        | +0.9         | 20歳121日   | カタール                                             | アジア     | 9.99 (2007)       |          |
| 56   | 2007年9月28日  | ウォーレス・スピアモン           | 9.96        | 0.0          | 22歳278日   | アメリカ合衆国                                       | 北中米     | 9.96 (2007)       |          |
| 57   | 2008年5月10日  | トラビス・パジェット             | 9.96        | +1.2         | 21歳149日   | アメリカ合衆国                                       | 北中米     | 9.89 (2008)       |          |
| 58   | 2008年5月3日   | ウサイン・ボルト                 | 9.76        | +1.8         | 21歳270日   | ジャマイカ                                           | 北中米     | 9.58 (2009)       | 世界記録 |
| 59   | 2008年5月18日  | リチャード・トンプソン           | 9.93        | -0.1         | 22歳346日   | トリニダード・トバゴ                                 | 北中米     | 9.82 (2014)       |          |
| 60   | 2008年6月28日  | ロドニー・マーティン             | 9.95        | +1.6         | 25歳189日   | アメリカ合衆国                                       | 北中米     | 9.95 (2008)       | [ 24 ]   |
| 61   | 2008年6月28日  | マーク・ジェルクス               | 9.99        | +1.6         | 24歳079日   | アメリカ合衆国                                       | 北中米     | 9.99 (2008)       | [ 24 ]   |
| 62   | 2008年6月28日  | ダービス・パットン               | 9.89        | +1.6         | 30歳207日   | アメリカ合衆国                                       | 北中米     | 9.89 (2008)       | [ 24 ]   |
| 63   | 2008年6月28日  | アイボリー・ウィリアムズ         | 9.94        | +1.6         | 23歳057日   | アメリカ合衆国                                       | 北中米     | 9.93 (2009)       | [ 24 ]   |
| 64   | 2008年7月22日  | ネスタ・カーター                 | 9.98        | +1.0         | 22歳285日   | ジャマイカ                                           | 北中米     | 9.78 (2010)       |          |
| 65   | 2008年8月15日  | チュランディ・マルティナ         | 9.99        | -0.1         | 24歳043日   | オランダ領アンティル/ オランダ（2010年10月10日以降） | 北中米     | 9.91 (2012)       |          |
| 66   | 2008年8月16日  | マイケル・フレイター             | 9.97        | 0.0          | 25歳315日   | ジャマイカ                                           | 北中米     | 9.88 (2011)       |          |
| 67   | 2009年5月24日  | ダニエル・ベイリー               | 9.99        | -0.3         | 22歳257日   | アンティグア・バーブーダ                             | 北中米     | 9.91 (2009)       |          |
| 68   | 2009年6月7日   | マイク・ロジャース               | 9.94        | +1.7         | 24歳044日   | アメリカ合衆国                                       | 北中米     | 9.85 (2011)       | [ 25 ]   |
| 69   | 2009年7月10日  | ヨハン・ブレーク                 | 9.96        | +0.4         | 19歳196日   | ジャマイカ                                           | 北中米     | 9.69 (2012)       | [ 26 ]   |
| 70   | 2009年8月28日  | レローン・クラーク               | 9.99        | +0.4         | 28歳052日   | ジャマイカ                                           | 北中米     | 9.99 (2009)       |          |
| 71   | 2010年7月9日   | クリストフ・ルメートル           | 9.98        | +1.3         | 20歳028日   | フランス                                             | ヨーロッパ | 9.92 (2011)       |          |
| 72   | 2010年8月19日  | トレル・キモンズ                 | 9.95        | -0.8         | 25歳037日   | アメリカ合衆国                                       | 北中米     | 9.95 (2010)       |          |
| 73   | 2010年8月29日  | ライアン・ベイリー               | 9.95        | +0.9         | 21歳138日   | アメリカ合衆国                                       | 北中米     | 9.88 (2010)       |          |
| 74   | 2010年8月29日  | マリオ・フォーサイス             | 9.99        | +0.9         | 24歳303日   | ジャマイカ                                           | 北中米     | 9.95 (2010)       |          |
| 75   | 2011年4月16日  | スティーブ・マリングス           | 9.90        | +2.0         | 28歳139日   | ジャマイカ                                           | 北中米     | 9.80 (2011)       |          |
| 76   | 2011年4月23日  | ンゴニザシェ・マクシャ           | 9.97        | +2.0         | 24歳043日   | ジンバブエ                                           | アフリカ   | 9.89 (2011)       |          |
| 77   | 2011年6月4日   | ニッケル・アシュミード           | 9.96        | +1.1         | 21歳058日   | ジャマイカ                                           | 北中米     | 9.90 (2013)       |          |
| 78   | 2011年6月4日   | キーストン・ブレドマン           | 9.93        | +1.0         | 23歳088日   | トリニダード・トバゴ                                 | 北中米     | 9.86 (2012)       |          |
| 79   | 2011年6月10日  | ラキーム・サラーム               | 9.97        | +1.3         | 21歳066日   | アメリカ合衆国                                       | 北中米     | 9.97 (2011)       |          |
| 80   | 2011年6月30日  | ジェイスマ・サイディ・ンドゥレ   | 9.99        | +1.0         | 26歳364日   | ノルウェー                                           | ヨーロッパ | 9.99 (2011)       |          |
| 81   | 2012年6月6日   | ハリー・アダムス                 | 9.96        | +1.4         | 22歳192日   | アメリカ合衆国                                       | 北中米     | 9.96 (2012)       |          |
| 82   | 2012年7月7日   | ケマー・ハイマン                 | 9.95        | +1.8         | 22歳270日   | ケイマン諸島                                         | 北中米     | 9.95 (2012)       |          |
| 83   | 2012年9月7日   | ケマー・ベイリー＝コール         | 9.97        | +0.3         | 20歳241日   | ジャマイカ                                           | 北中米     | 9.92 (2015)       |          |
| 84   | 2013年5月23日  | アイザイア・ヤング               | 9.99        | +0.3         | 23歳138日   | アメリカ合衆国                                       | 北中米     | 9.92 (2018)       |          |
| 85   | 2013年6月5日   | デンタリウス・ロック             | 9.97        | +1.9         | 23歳175日   | アメリカ合衆国                                       | 北中米     | 9.96 (2013)       |          |
| 86   | 2013年6月8日   | ガブリエル・ムブムブレ           | 9.98        | +1.9         | 25歳105日   | ジンバブエ                                           | アフリカ   | 9.98 (2013)       |          |
| 87   | 2013年6月21日  | チャールズ・シルモン             | 9.98        | +1.1         | 21歳352日   | アメリカ合衆国                                       | 北中米     | 9.98 (2013)       |          |
| 88   | 2013年7月13日  | ジェームズ・ダサオル             | 9.91        | +1.1         | 25歳311日   | イギリス                                             | ヨーロッパ | 9.91 (2013)       |          |
| 89   | 2013年7月13日  | ジミー・ヴィコ                   | 9.95        | +0.9         | 21歳136日   | フランス                                             | ヨーロッパ | 9.86 (2015)       |          |
| 90   | 2014年4月12日  | サイモン・マガクウェ             | 9.98 (A)    | +1.4         | 27歳333日   | 南アフリカ共和国                                     | アフリカ   | 9.98 (2014)       |          |
| 91   | 2014年5月17日  | ケマーリー・ブラウン             | 9.93        | +1.8         | 21歳301日   | ジャマイカ                                           | 北中米     | 9.93 (2014)       |          |
| 92   | 2014年6月8日   | チジンドゥ・ウジャー             | 9.96        | +1.4         | 20歳95日    | イギリス                                             | ヨーロッパ | 9.96 (2014)       |          |
| 93   | 2014年6月13日  | トレイヴォン・ブロメル           | 9.97        | +1.8         | 18歳338日   | アメリカ合衆国                                       | 北中米     | 9.76 (2021)       |          |
| 94   | 2014年9月28日  | フェミ・オグノデ                 | 9.93        | +0.4         | 23歳136日   | カタール                                             | アジア     | 9.91 (2015)       |          |
| 95   | 2015年5月10日  | クレイトン・ヴォーン             | 9.93        | +1.7         | 22歳360日   | アメリカ合衆国                                       | 北中米     | 9.93 (2015)       |          |
| 96   | 2015年5月17日  | アンドレ・ドグラス               | 9.97        | +0.6         | 20歳188日   | カナダ                                               | 北中米     | 9.90 (2019)       |          |
| 97   | 2015年5月17日  | ブライス・ロビンソン             | 9.99        | +1.6         | 21歳185日   | アメリカ合衆国                                       | 北中米     | 9.99 (2015)       |          |
| 98   | 2015年5月20日  | マーヴィン・ブレイシー           | 9.95        | +0.2         | 21歳156日   | アメリカ合衆国                                       | 北中米     | 9.85 (2021)       |          |
| 99   | 2015年5月30日  | 蘇炳添                           | 9.99        | +1.5         | 25歳274日   | 中国                                                 | アジア     | 9.83 (2021)       |          |
| 100  | 2015年6月7日   | アダム・ジェミリ                 | 9.97        | +2.0         | 21歳244日   | イギリス                                             | ヨーロッパ | 9.97 (2015)       |          |
| 101  | 2015年6月25日  | ディオンドレ・バトソン           | 9.94        | +1.7         | 22歳347日   | アメリカ合衆国                                       | 北中米     | 9.94 (2015)       |          |
| 102  | 2015年6月25日  | ビージェイ・リー                 | 9.99        | +1.7         | 22歳48日    | アメリカ合衆国                                       | 北中米     | 9.99 (2015)       |          |
| 103  | 2015年6月25日  | クエンティン・バトラー           | 9.96        | +1.3         | 22歳280日   | アメリカ合衆国                                       | 北中米     | 9.96 (2015)       |          |
| 104  | 2015年7月1日   | アカニ・シンビネ                 | 9.99        | -0.2         | 21歳283日   | 南アフリカ共和国                                     | アフリカ   | 9.84 (2021)       |          |
| 105  | 2015年7月5日   | ヘンリコ・ブルンジース           | 9.97        | +0.8         | 21歳354日   | 南アフリカ共和国                                     | アフリカ   | 9.97 (2015)       |          |
| 106  | 2015年7月11日  | アンドリュー・フィッシャー       | 9.94        | +1.4         | 23歳208日   | ジャマイカ                                           | 北中米     | 9.94 (2015)       |          |
| 107  | 2016年3月12日  | ウェイド・ヴァン・ニーケルク     | 9.98 (A)    | +1.5         | 23歳241日   | 南アフリカ共和国                                     | アフリカ   | 9.94 (2017)       |          |
| 108  | 2016年4月23日  | オマール・マクレオド             | 9.99        | +2.0         | 21歳364日   | ジャマイカ                                           | 北中米     | 9.99 (2016)       |          |
| 109  | 2016年6月2日   | アミール・ウェブ                 | 9.94        | +1.0         | 25歳75日    | アメリカ合衆国                                       | 北中米     | 9.94 (2016)       |          |
| 110  | 2016年6月6日   | ベン＝ユスフ・メイテ             | 9.99        | +1.1         | 29歳208日   | コートジボワール                                     | アフリカ   | 9.96 (2016)       |          |
| 111  | 2016年6月8日   | セノイ＝ジェイ・ギヴァンス       | 9.96        | +1.6         | 22歳161日   | ジャマイカ                                           | 北中米     | 9.96 (2016)       |          |
| 112  | 2016年6月11日  | アーロン・ブラウン               | 9.96        | +2.0         | 24歳15日    | カナダ                                               | 北中米     | 9.96 (2016)       |          |
| 113  | 2016年6月12日  | ジャック・アリ・ハーヴェイ       | 9.92 (A)    | +0.9         | 27歳39日    | トルコ                                               | ヨーロッパ | 9.92 (2016)       |          |
| 114  | 2016年6月25日  | ロンデル・ソリロ                 | 9.99        | +1.7         | 30歳153日   | トリニダード・トバゴ                                 | 北中米     | 9.99 (2016)       |          |
| 115  | 2016年7月3日   | クリスチャン・コールマン         | 9.95        | +1.7         | 20歳30日    | アメリカ合衆国                                       | 北中米     | 9.76 (2019)       |          |
| 116  | 2016年7月30日  | ジョエル・フィアロン             | 9.96        | +2.0         | 27歳293日   | イギリス                                             | ヨーロッパ | 9.96 (2016)       |          |
| 117  | 2017年3月17日  | タンド・ロト                     | 9.95 (A)    | +1.2         | 21歳172日   | 南アフリカ共和国                                     | アフリカ   | 9.95 (2017)       |          |
| 118  | 2017年4月15日  | ロニー・ベイカー                 | 9.99        | +0.1         | 23歳182日   | アメリカ合衆国                                       | 北中米     | 9.83 (2021)       |          |
| 119  | 2017年4月22日  | オディーン・スキーン             | 9.98        | +2.0         | 22歳237日   | ジャマイカ                                           | 北中米     | 9.98 (2017)       |          |
| 120  | 2017年5月13日  | ネサニール・ミッチェル＝ブレーク | 9.99        | +0.6         | 23歳41日    | イギリス                                             | ヨーロッパ | 9.99 (2017)       |          |
| 121  | 2017年6月7日   | キャメロン・バレル               | 9.93        | +0.8         | 22歳269日   | アメリカ合衆国                                       | 北中米     | 9.93 (2017)       |          |
| 122  | 2017年6月7日   | クリストファー・ベルチャー       | 9.93        | +1.6         | 23歳129日   | アメリカ合衆国                                       | 北中米     | 9.93 (2017)       |          |
| 123  | 2017年6月23日  | ジュリアン・フォルテ             | 9.99        | +0.8         | 24歳167日   | ジャマイカ                                           | 北中米     | 9.91 (2017)       |          |
| 124  | 2017年7月6日   | ラミル・グリエフ                 | 9.97        | +1.5         | 27歳38日    | トルコ                                               | ヨーロッパ | 9.97 (2017)       |          |
| 125  | 2017年9月9日   | 桐生祥秀                         | 9.98        | +1.8         | 21歳268日   | 日本                                                 | アジア     | 9.98 (2017)       |          |
| 126  | 2018年5月13日  | ケンダル・ウィリアムズ           | 9.99        | +1.1         | 22歳232日   | アメリカ合衆国                                       | 北中米     | 9.99 (2018)       |          |
| 127  | 2018年5月25日  | ジェイレン・ベーコン             | 9.97        | +0.9         | 21歳293日   | アメリカ合衆国                                       | 北中米     | 9.97 (2018)       |          |
| 128  | 2018年5月25日  | アンドレ・エワーズ               | 9.98        | +1.9         | 22歳352日   | ジャマイカ                                           | 北中米     | 9.98 (2018)       |          |
| 129  | 2018年6月9日   | ツァーネル・ヒューズ             | 9.91        | +0.4         | 22歳331日   | イギリス                                             | ヨーロッパ | 9.91 (2018)       |          |
| 130  | 2018年6月9日   | ノア・ライルズ                   | 9.93        | +0.4         | 20歳326日   | アメリカ合衆国                                       | 北中米     | 9.86 (2019)       |          |
| 131  | 2018年6月16日  | アルトゥール・シセ               | 9.94        | -0.2         | 21歳169日   | コートジボワール                                     | アフリカ   | 9.93 (2019)       |          |
| 132  | 2018年6月19日  | 謝震業                           | 9.97        | +0.9         | 24歳306日   | 中国                                                 | アジア     | 9.97 (2018)       |          |
| 133  | 2018年6月22日  | フィリッポ・トルトゥ             | 9.99        | +0.2         | 20歳7日     | イタリア                                             | ヨーロッパ | 9.99 (2018)       |          |
| 134  | 2018年7月9日   | バラカト・アル＝ハルティ         | 9.97        | +1.7         | 30歳24日    | オマーン                                             | アジア     | 9.97 (2018)       |          |
| 135  | 2018年7月21日  | ティクエンド・トレーシー         | 9.96        | +0.2         | 22歳41日    | ジャマイカ                                           | 北中米     | 9.96 (2018)       |          |
| 136  | 2018年8月7日   | リーシー・プリスコット           | 9.96        | +0.7         | 22歳160日   | イギリス                                             | ヨーロッパ | 9.93 (2022)       |          |
| 137  | 2019年2月22日  | ロベルト・スカイヤーズ           | 9.98        | +1.0         | 27歳102日   | キューバ                                             | 北中米     | 9.98 (2018)       |          |
| 138  | 2019年4月20日  | ディバイン・オドゥドゥル         | 9.94        | +0.8         | 22歳195日   | ナイジェリア                                         | アフリカ   | 9.86 (2019)       |          |
| 139  | 2019年5月11日  | サニブラウン・アブデル・ハキーム | 9.99        | +1.8         | 20歳66日    | 日本                                                 | アジア     | 9.97 (2019)       |          |
| 140  | 2019年5月12日  | クレイヴォン・ガレスピー         | 9.97        | +0.2         | 22歳285日   | アメリカ合衆国                                       | 北中米     | 9.93 (2018)       |          |
| 141  | 2019年6月5日   | マリオ・バーク                   | 9.98        | +1.3         | 22歳79日    | バルバドス                                           | 北中米     | 9.98 (2019)       |          |
| 142  | 2019年7月20日  | 小池祐貴                         | 9.98        | +0.5         | 24歳68日    | 日本                                                 | アジア     | 9.98 (2019)       |          |
| 143  | 2019年8月27日  | レイモンド・エケヴォ             | 9.96        | +1.6         | 20歳156日   | ナイジェリア                                         | アフリカ   | 9.96 (2019)       |          |
| 144  | 2020年7月20日  | マイケル・ノーマン               | 9.86        | +1.6         | 22歳230日   | アメリカ合衆国                                       | 北中米     | 9.86 (2020)       |          |
| 145  | 2021年3月26日  | ベンジャミン・アザマティ・クワク | 9.97        | +1.5         | 23歳71日    | ガーナ                                               | アフリカ   | 9.90 (2022)       |          |
| 146  | 2021年4月10日  | カイリー・キング                 | 9.97        | +1.9         | 26歳275日   | アメリカ合衆国                                       | 北中米     | 9.96 (2022)       |          |
| 147  | 2021年4月17日  | ジョバン・マーティン             | 9.94        | +1.6         | 21歳        | アメリカ合衆国                                       | 北中米     | 9.94 (2021)       |          |
| 148  | 2021年4月24日  | フレッド・カーリー               | 9.91        | +2.0         | 25歳352日   | アメリカ合衆国                                       | 北中米     | 9.76 (2022)       |          |
| 149  | 2021年5月13日  | マーセル・ジェイコブス           | 9.95        | +1.5         | 26歳229日   | イタリア                                             | ヨーロッパ | 9.80 (2021)       |          |
| 150  | 2021年5月14日  | トロットリソ・リオトレラ         | 9.94        | +1.3         | 23歳2日     | 南アフリカ共和国                                     | アフリカ   | 9.94 (2021)       |          |
| 151  | 2021年6月6日   | 山縣亮太                         | 9.95        | +2.0         | 28歳361日   | 日本                                                 | アジア     | 9.95 (2021)       |          |
| 152  | 2021年6月20日  | ケニー・ベドナレク               | 9.96        | +0.8         | 22歳        | アメリカ合衆国                                       | 北中米     | 9.89 (2021)       |          |
| 153  | 2021年6月20日  | マイカ・ウィリアムス             | 9.91        | +0.8         | 20歳        | アメリカ合衆国                                       | 北中米     | 9.86 (2022)       |          |
| 154  | 2021年7月31日  | イノック・アデゴケ               | 9.98        | +0.3         | 21歳        | ナイジェリア                                         | アフリカ   | 9.98              |          |
| 155  | 2021年8月14日  | ファーディナンド・オムルワ       | 9.96        | +0.4         | 25歳        | ケニア                                               | アフリカ   | 9.77 (2021)       |          |
| 156  | 2022年4月14日  | マシュー・ボーリング             | 9.98        | ＋1.6        | 21歳        | アメリカ合衆国                                       | 北中米     | 9.98              |          |

## ギャラリー

10秒の壁を越えた短距離選手
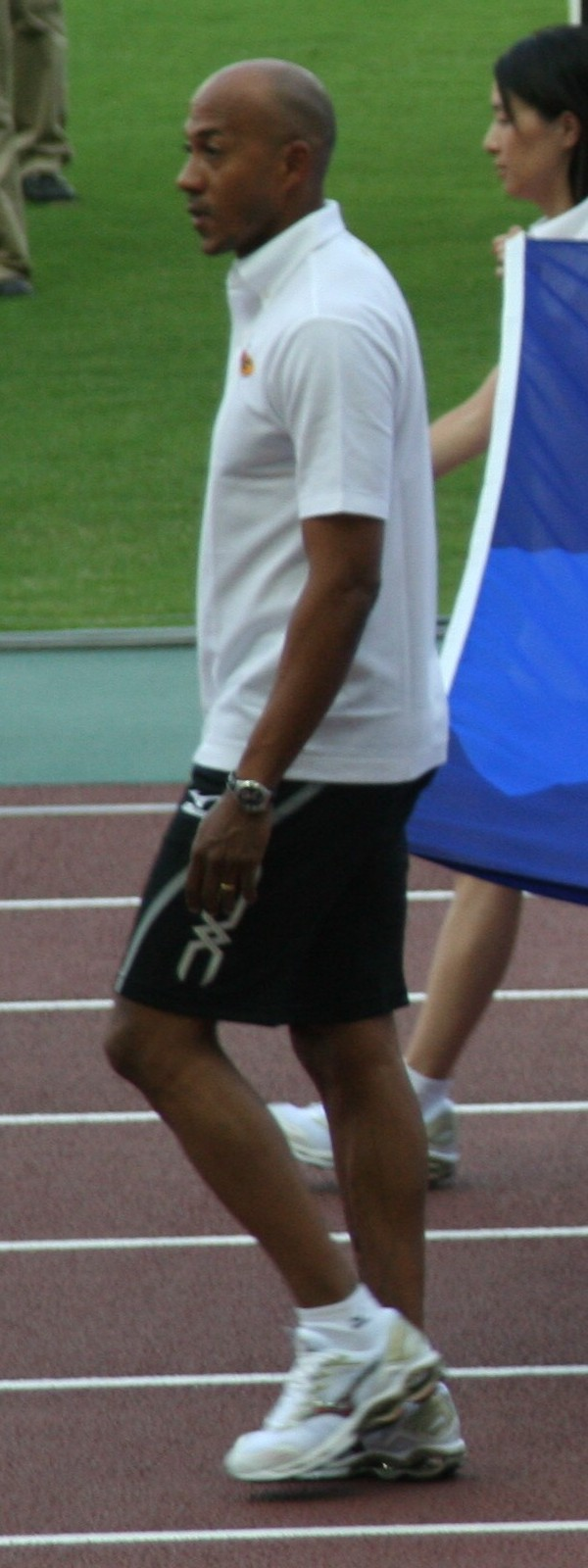
フランク・フレデリクス
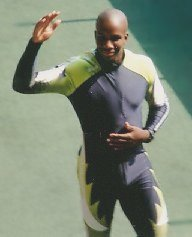
ドノバン・ベイリー
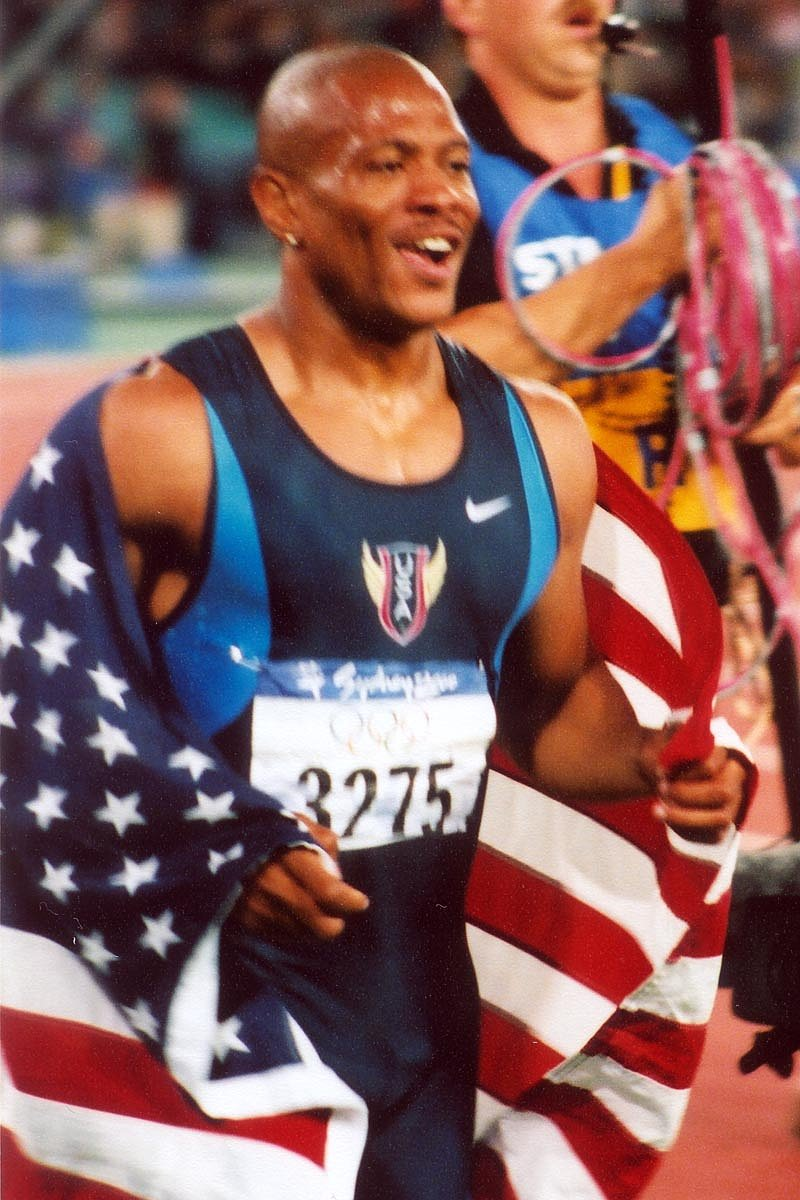
モーリス・グリーン
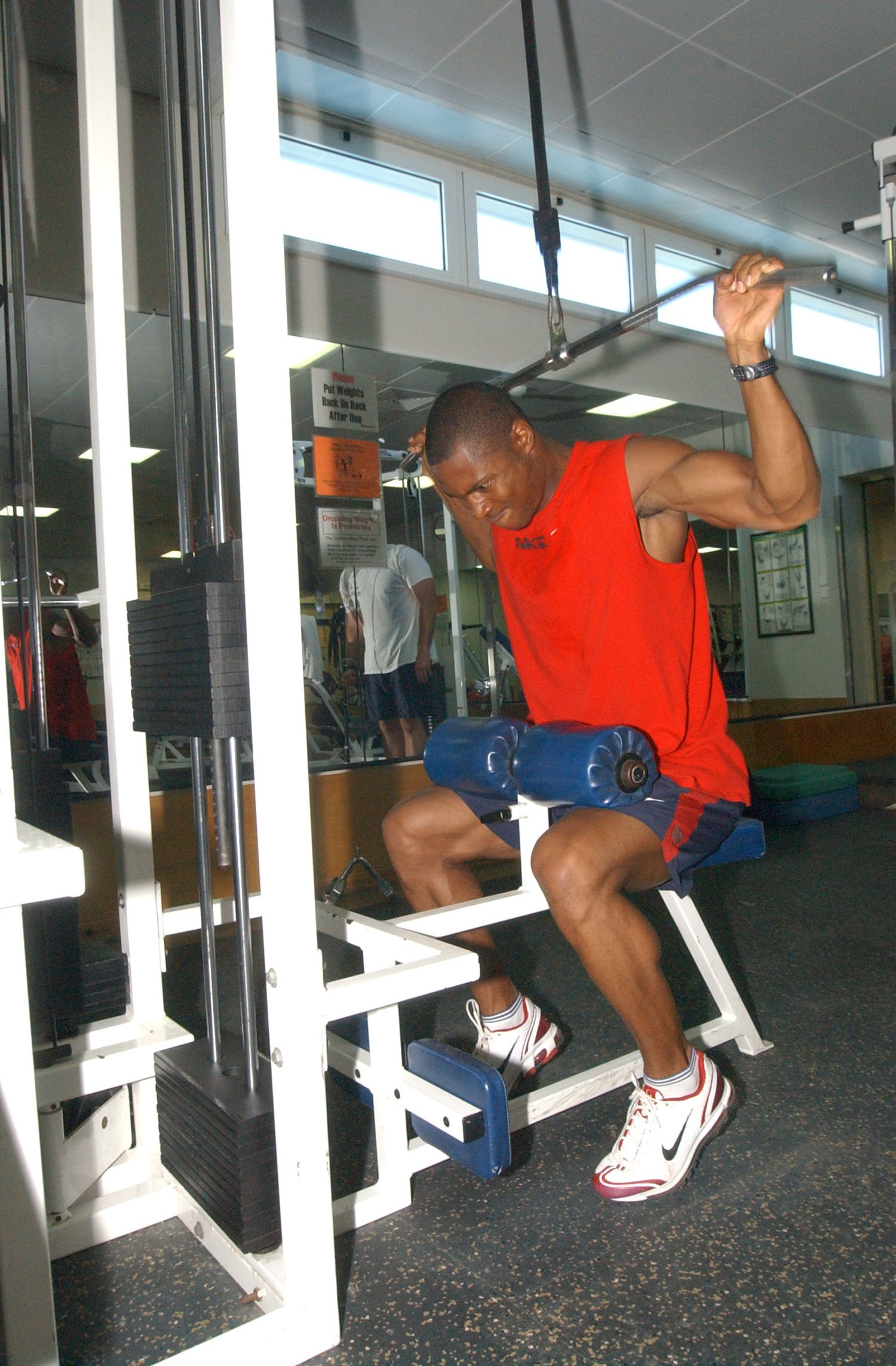
バーナード・ウィリアムズ
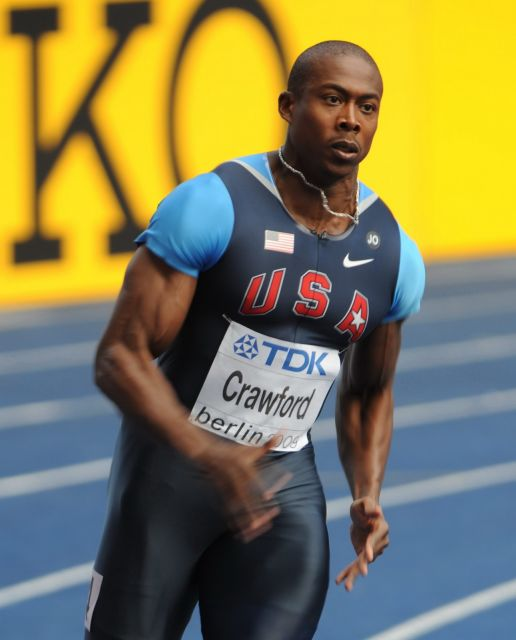
ショーン・クロフォード
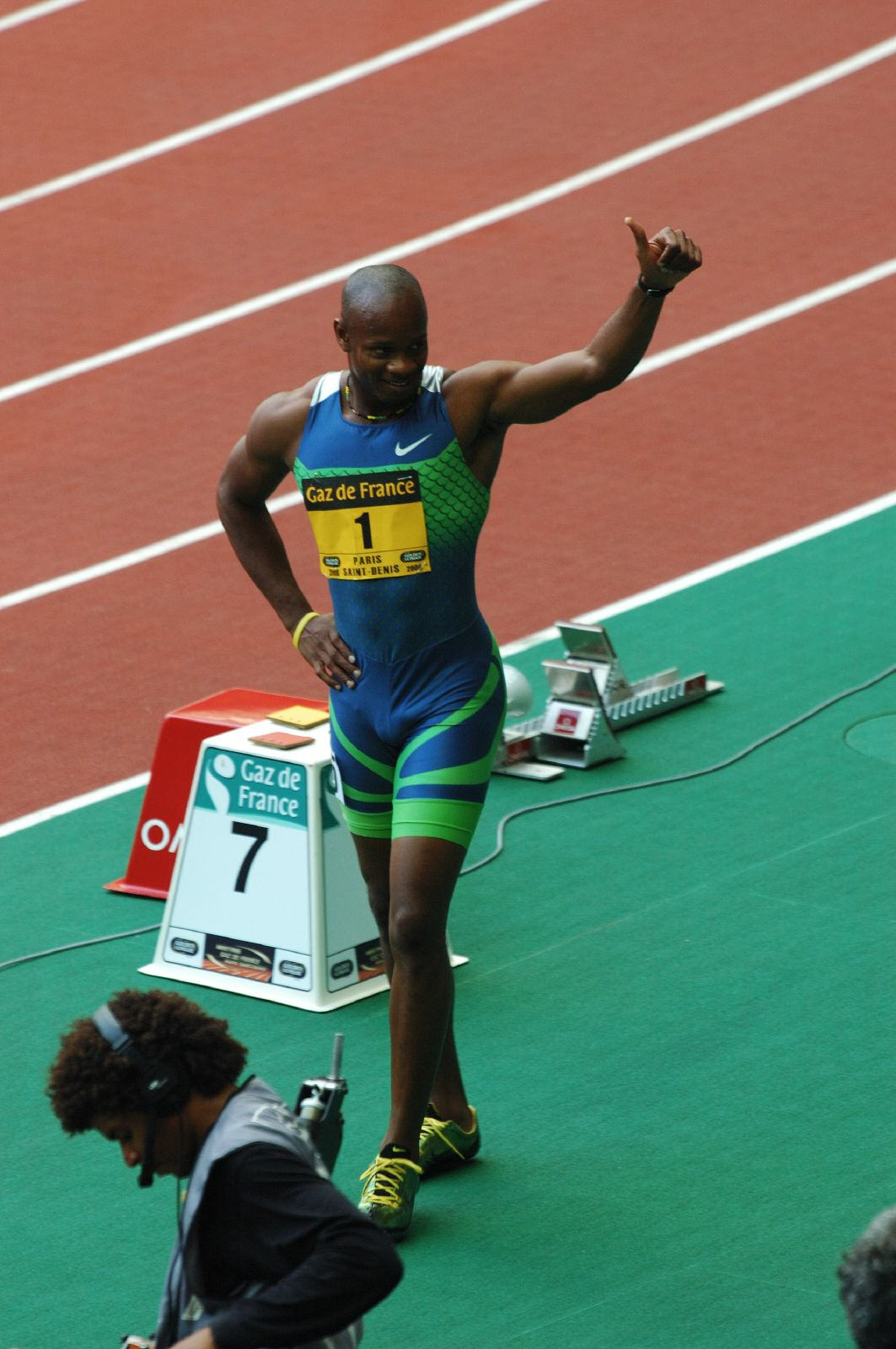
アサファ・パウエル
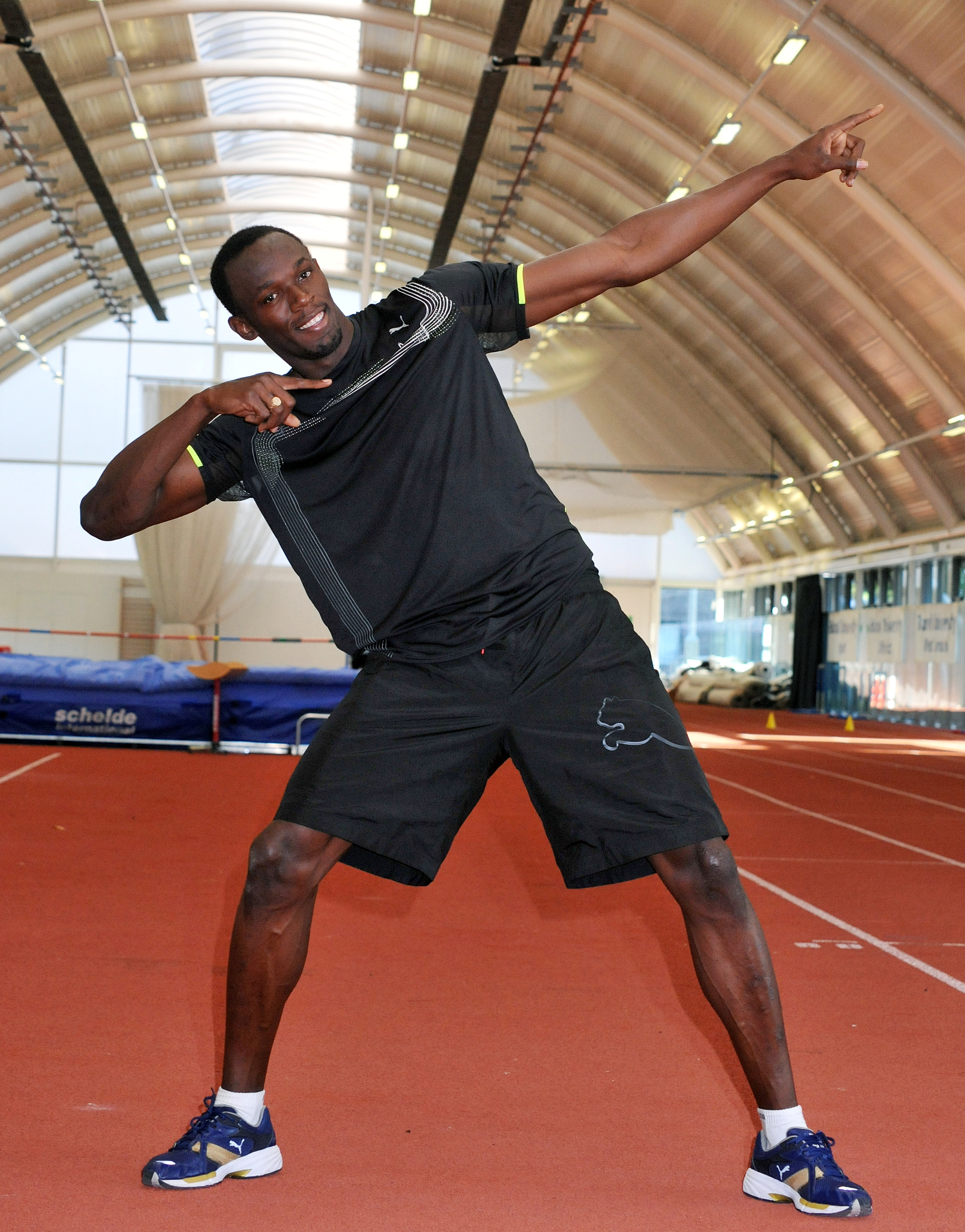
ウサイン・ボルト